# مت بیرکبک

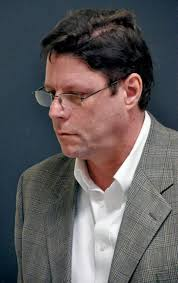
مت بیرکبک، نویسندهٔ آمریکایی - ۲۰۱۴

مت بیرکبک (متولد بروکلین، نیویورک) روزنامه‌نگار و نویسندهٔ تحقیقی آمریکایی است.
او پرفروش‌ترین کتاب‌ها با عنوان دان کم‌حرف (۲۰۱۳) دربارهٔ رئیس مافیا راسل بوفالینو و یک کودک زیبا (۲۰۰۴) را نوشت که داستان غم‌انگیز «شارون مارشال» و «پدر» او فرانکلین دلانو فلوید و ادامه آن در جستجوی شارون (۲۰۱۸) بود که دربارهٔ تلاش ده ساله او، همراه با اف‌بی‌آی و مرکز ملی کودکان گمشده و استثمارشده برای یافتن هویت واقعی شارون نوشته شده‌است. هر دو کتاب برای مستند موفق نتفلیکس در سال ۲۰۲۲ به نام، دختر درون تصویر اقتباس شده‌اند.

## حرفه
بیرکبک از سال ۲۰۰۴ تا ۲۰۱۰ در The Morning Call کار می‌کرد که در آنجا دادگاه‌های فدرال را پوشش می‌داد و با تمرکز بر فساد و جرایم سازمان‌یافته به نوشتن داستان‌های تحقیقی می‌پرداخت.
گزارش طولانی او در مورد ابتکار بازی ناقص پنسیلوانیا، فساد سیاسی را در بالاترین سطوح دولت ایالتی افشا کرد. در سال ۲۰۰۹ او احضار شد تا در برابر یک دادستان که توسط دادگاه عالی پنسیلوانیا منصوب شده بود، شهادت دهد تا ادعایی را که درمورد پیگرد قانونی یک تاجر با اتهام ارتباط با افراد محلی و دریافت مجوز فعالیت کازینو کرده بود، بررسی کند. گزارش بیرک بک در مورد این پرونده به عنوان مبنای کتاب پرفروش او به نام دان کم‌حرف بود که در سال ۲۰۱۳ توسط انتشارات پنگوئن منتشر شد.